# Статут о мртвој руци
Статут о мртвој руци или Статут о духовњацима донео је енглески краљ Едвард I 1279. године како би спречио пораст црквених земљопоседа.

## Узроци
Дванаести и тринаести век било је време пораста црквеног земљишта. Повећавају се поседи старих бенедиктанских манастира. Сем тога, у Европи се појављује мноштво монашких редова који су стално стицали нове земље. Огромне поседе стицали су и редови Темплара и Хоспиталаца. У време Хенрија ΙΙI у Енглеску продиру фрањевци и доминиканци. Црква се није либила никаквих средстава ради повећања својих поседа: фалсификовање повеља, парничење по судовима, застрашивање богаташа мучењем у паклу, зеленаштво...

## Одлука
Статут је забранио ширење црквених поседа без нарочите дозволе краља. На тај начин је Едвард смањењем ширења црквених земљопоседа спречио и даље смањење краљевских прихода. 